# Loreberg
Loreberg är ett naturreservat i Finspångs kommun i Östergötlands län.
Området är naturskyddat sedan 2017 och är 55 hektar stort. Reservatet består av gammal barrskog och på höjder hällmarkstallskog. 